# Incovo
Incovo is de afvalintercommunale van Londerzeel, Machelen, Meise, Vilvoorde, Zemst en deels Grimbergen.
Incovo haalt afval op en baat de recyclageparken uit.
Incovo werkt heel nauw samen met Interza, de afvalintercommunale van Kampenhout, Kraainem, Steenokkerzeel, Wezembeek-Oppem en Zaventem. Zo hebben beide intercommunales een gemeenschappelijke website gemaakt.
Incovo wordt bestuurd door een Raad van Bestuur, waarin van elke gemeente minstens één afgevaardigde zit. Voorzitter is Eddy Vranckaert, waarnemend directeur is Peter De Bruyne.